# James Mattis
James Norman Mattis (Pullman, 8 de septiembre de 1950) es un militar estadounidense con rango de general, prestando servicio en el USMC (United States Marines Corp). Fue Secretario de Defensa de los Estados Unidos desde el 20 de enero de 2017 hasta el 1 de enero de 2019. Anteriormente fue comandante del Comando Central de Estados Unidos (USCENTCOM) y se desempeñó como comandante de la 1.ª División de Marines durante la invasión de Irak y como comandante de la Fuerza de Tareas 58 en la Guerra de Afganistán.

## Infancia y primeros años
James Mattis nació el 8 de septiembre de 1950 en Pullman. Hijo de Lucille Mattis (1922-2019) y John West Mattis (1915-1988). Su padre sirvió durante toda su carrera en la Marina Mercante de Estados Unidos, mientras que su madre, inmigrante canadiense, trabajó para el Cuerpo de Inteligencia Militar de Estados Unidos en Sudáfrica durante la Segunda Guerra Mundial.
Desde pequeño, James Mattis se aficionó a la lectura, ya que sus padres no tenían televisión en casa, lo cual le despertó un gran interés por la Historia. En 1968 se graduó en la Richland High School de Washington y en 1972 se graduó en Historia en la Universidad Estatal Central de Washington. Estudios que ampliaría posteriormente con un Máster en Seguridad Internacional en la National War College dependiente de National Defense University en el año 1994.

## Carrera militar
Como comandante (mayor) estuvo al cargo de la Oficina de Reclutamiento en Portland. Como teniente coronel, comandó el 1.er Batallón del 7.º Regimiento de Marines, uno de los batallones de asalto Task Force Destripador en la Operación Escudo del Desierto y Operación Tormenta del Desierto en la denominada Guerra del Golfo en Irak. Como coronel, mandó el 7.º Regimiento de Marines.
Al convertirse en general de brigada, mandó primero la 1.ª Brigada Expedicionaria de Marines y la Fuerza de Tareas 58, durante la Operación Libertad Duradera en el sur de Afganistán. Como general de división, comandó la 1.ª División de Marines durante el ataque inicial y las subsiguientes operaciones de estabilidad en Irak durante la Operación Libertad Iraquí.
En su primera gira como teniente general, comandó el "Comando de combate de los Marines" y sirvió como comandante adjunto de combate. El presidente George W. Bush nomina a Mattis para ser ascendido al rango de general y asume el mando de la "Fuerza Expedicionaria de la Marina" y sirvió como comandante de Marina de EE. UU. Comandó el "Comando Central del Cuerpo de Marines". Previo a esta asignación, se desempeñó como Comandante Supremo Aliado de Transformación de la OTAN en 2007-2009, comandante del Comando Conjunto de EE.UU de 2007 a 2010 y entre 2010 a 2013 fue el comandante del Comando Central, quedando posteriormente en condición de retiro.
El presidente Donald Trump lo eligió para ocupar el puesto de Secretario de Defensa de los Estados Unidos. Sin embargo, Mattis presentó su dimisión como Secretario de Defensa el 20 de diciembre de 2018 después de no haber podido persuadir en un último intento a Trump para que reconsiderara su decisión de retirar las tropas estadounidenses restantes de Siria. Su renuncia se hizo efectiva a finales de febrero de 2019.
Posteriormente criticó abiertamente las decisiones tomadas por el presidente Trump. Comentando su gestión de las manifestaciones de mayo-junio de 2020 dice: "En mi vida, Donald Trump es el primer presidente que no intenta unir a los estadounidenses, que ni siquiera pretende intentarlo. En cambio, intenta dividirnos. (...) Estamos pagando las consecuencias de tres años sin adultos a cargo". Donald Trump reaccionó llamándole "el general más sobrevalorado del mundo" y un "perro rabioso".